# یدالله درخشانی
یدالله درخشانی (۱۳۱۷–۲۹ شهریور ۱۴۰۲) نقاش ایرانی بود. او در کارهای خود به نقاشی طبیعت می‌پرداخت.
یدالله درخشانی در سال ۱۳۱۷ در سمنان در یک خانواده فرهنگی زاده شد. مجید درخشانی، موسیقیدان و رضا درخشانی نقاش، دو برادر او هستند.
یدالله درخشانی که از جوانی به هنر علاقه‌مند شد. او نقاشی را نزد جعفر پتگر آموخت. سپس  وارد دانشکده‌های هنرهای زیبا شد.
او بیشتر زندگی خود را به آموزش نقاشی و هنر می‌پرداخت و دهه‌ها در کانون پرورش فکری کودکان و نوجوانان مشغول آموزش بود. از شاگردان سرشناس وی می‌توان به رضا درخشانی (برادرش)، مسعود سعدالدین، احمد امین‌نظر و محمدعلی بنی‌اسدی اشاره کرد.
یدالله درخشانی عضو فعال انجمن نقاشان ایران نیز بود و از سال ۱۳۸۴ به عنوان مدیر کمیتهٔ رفاه این انجمن خدمت می‌کرد. او همچنین عضو هیات مدیرهٔ گروه آبی بیکران هنر بود و در این جایگاه نقش موثری داشت.
وی به طور محدود به شهرسازی و معماری میادین و ساختمان‌ها نیز می‌پرداخت. مهمترین ویژگی معماری او استفاده از اشکال هندسی و چهارگوش است که به نوعی یادآور معماری هندسی بناهای ایرانی اسلامی و همچنین تاکیدی بر اصول تعادل و تنوع در ترکیب رنگ‌ها و اشکال هندسی هستند.
یدالله درخشانی همچنین در دو دوره به عنوان برگزیده در نمایشگاه‌های بین‌المللی گل و گیاه تهران حضور داشت.